# Lyby
Lyby is een plaats in de gemeente Hörby in Skåne, de zuidelijkste provincie van Zweden. De plaats heeft 96 inwoners (2005) en een oppervlakte van 11 hectare.